# Вершина кривой

Эллипс (красный) и его эволюта (синяя). Точки являются вершинами кривой и каждая из них соответствует острию эволюты.

Вершина кривой — точка кривой, в которой первая производная кривизны равна нулю. 
Как правило, это локальный максимум или минимум кривизны и некоторые авторы определяют вершину как экстремальную точку кривизны, то есть максимум или минимум кривизны.
Различие определений проявляется, например, когда вторая производная кривизны равна нулю.

## Примеры
Гипербола имеет две вершины по одной на каждой ветке. Эти вершины имеют наименьшее расстояние между двумя точками на гиперболе и лежат на главной оси. На параболе всего одна вершина и она лежит на оси симметрии. У эллипса четыре вершины, две из них лежат на большой оси и две на малой.
На окружности, поскольку она имеет постоянную кривизну, любая точка является вершиной.

## Точки перегиба и касания
Вершины — это точки, где кривая имеет касание порядка 3 с соприкасающейся окружностью в этой точке. Обычно точки на кривой имеют с соприкасающейся окружностью касание второго порядка. Эволюта кривой обычно имеет касп, если кривая имеет вершину. Могут случаться и другие особые точки в вершинах большего порядка, в которых порядок соприкосновения с соприкасающейся окружностью больше трёх, хотя обычно кривая не имеет вершин высокого порядка, в семействах кривых две обычные вершины могут слиться в вершину большего порядка, а затем исчезнуть.
Множество симметрии кривой имеет концы в каспах, соответствующих вершинам, а срединная ось, подмножество множества симметрии, также имеет концы в каспах.

## Свойства
- Согласно теореме о четырёх вершинах любая замкнутая кривая должна иметь по меньшей мере четыре вершины[7].

- Если кривая зеркально симметрична, она имеет вершину в точке пересечения оси симметрии с кривой. Таким образом, понятие вершины кривой тесно связано оптическими точками — точками, в которых оптическая ось пересекает поверхность линзы.